# Расправь крылья
Расправь крылья (фр. Donne-moi des ailes) — французско-норвежский фильм 2019 года режиссёра Николя Ванье. Основан на истории орнитолога Кристиана Муллека. В главных ролях — Луис Васкес и Жан-Поль Рув. Премьера состоялась на кинофестивале Ангулем.

## Сюжет
Паола (Мелани Дотей) оставляет сына Тома (Луис Васкес) у его отца орнитолога Кристиана (Жан-Поль Рув). Кристиан подделывает разрешение на эксперимент по спасению исчезающего вида гусей и, получая яйца птиц от Бьёрна (Фредерик Сорель), разводит их в домашних условиях.

## Критика
Наталия Григорьева из «Независимой газеты» отметила что фильм «прекрасен в своей простоте» и описала его как «невыносимая легкость французского бытия». Сара Уорд из «Concrete Playground» заявила что Ванье «выбрал подход, который одинаково работает для зрителей любых возрастов». На сайте-агрегаторе Rotten Tomatoes фильм имеет 67 % «свежести» на основе 6 рецензий критиков.

## Производство
Съемки проходили в болотной местности Камарг и Ле-Гро-дю-Руа в июле 2018 года.

## В ролях
- Жан-Поль Рув — Кристиан
- Мелани Дотей[англ.] — Паола
- Луис Васкес — Томас
- Лилу Фогли[фр.] — Диана
- Фредерик Сорель[фр.] — Бьёрн
- Грегори Баке — Жюльен
- Доминик Пинон — Пишон
- Филипп Маньян[фр.] — Менар